# After Sundown
After Sundown (ดับแสงรวี) é um filme de terror e romance tailandês de 2023 dirigido por Bhandit Thongdee, estrelado por Pruk Panich (Zee) e Chawarin Perdpiriyawong (NuNew). É uma adaptação do romance de mesmo nome de CEO.

## Trama
Tailândia, 1961. Saengrawi, de 21 anos, é enviado para viver em Sitthikornkan em Phra Nakhon. O jovem mestre da família, Phraphloeng, está morando no exterior, mas ele retorna para casa quando um sábio prevê que, se ele não encontrar sua alma gêmea antes de completar 25 anos, ele estará em perigo; portanto, Phraphloeng e Saengrawi são persuadidos a vincular seus destinos. Enquanto isso, Saengrawi é assombrado por um fantasma.

## Elenco
- Pruk Panich como Phraphloeng Sitthikornkan
  - Suriyawit Thanomchaisanit como criança Phraphloeng
- Chawarin Perdpiriyawong como Saengrawi Raemsawang
  - Sasit Chatpiroonpun como criança Saengrawi
- Krittanai Asanprakit como Kraiphop
- Napatsakorn Pingmuang como Phutson
- Anyarin Terathananpat como Kannika
- Jirawat Vachirasarunpatra como Luang Lung Janthakorn
  - Rueangrit Siriphanit como jovem Janthakorn
- Surasak Chaiyaat como Pharit Sitthikornkan, avô de Phraphloeng
  - Napat Injaieua como jovem Pharit
- Adisorn Athagrisna como Phachara, pai de Phraphloeng
- Meenay Jutai como Pimphira, mãe de Phraphloeng
- Pernnueng Wongphudon como sábio Lee
- Parinya Angsanan como Danai

## Produção e lançamento
A produção de After Sundown foi anunciada em 17 de março de 2023, com Pruk Panich e Chawarin Perdpiriyawong escalados para estrelar como os dois personagens principais em seu primeiro filme e terceira colaboração após as séries de TV Cutie Pie e Cutie Pie 2 You. As filmagens começaram após uma cerimônia de bênção realizada em 30 de março de 2023.
O primeiro teaser e pôster foram lançados em 28 de maio de 2023, seguido pelo trailer oficial em 15 de junho.
O filme estreou no Infinity City Hall em Siam Paragon em 18 de julho de 2023 e foi lançado nacionalmente em 20 de julho nos cinemas Major Cineplex. Também foi exibido em Paris em 3 de setembro durante um encontro de fãs dedicado. Em 11 de janeiro de 2024, foi disponibilizado na Netflix Tailândia. No Japão, foi transmitido pela Nippon TV Plus em 19 de janeiro.
Foi exibido no Festival Internacional de Cinema e TV LGBTQ+ da Tailândia (TILFF) em 8 de setembro de 2024.

## Trilha sonora
Uma primeira música, intitulada "Destiny" (แสงรวี), foi lançada em 23 de junho de 2023 e é cantada por Panich e Perdpiriyawong. Em 3 de agosto de 2023, Gun Napat lançou o segundo single incluído na trilha sonora do filme, "Moon" (ดวงจันทร์).

## Bilheteria
O filme arrecadou entre 4,25 e 6,9 milhões de bahts em seu fim de semana de estreia (20 a 23 de julho), ficando em quarto lugar nas bilheterias.
Em Taiwan, After Sundown foi o sexto filme tailandês mais popular em 2023 e arrecadou o equivalente a 597.000 bahts.

## Recepção crítica
Sanook.com deu ao filme uma pontuação de 8,5 de 10, escrevendo "Bhandit Thongdee tornou o filme bom em termos de imagens, cenas e performances ao longo dos 106 minutos da história." Ele também destacou como as duas músicas da trilha sonora ajudaram a melhorar "a perfeição da performance", permitindo que os espectadores acompanhassem. Por outro lado, Thanaphat Khamluekian do The Standard sentiu que a história de um casamento arranjado entre duas pessoas ligadas pelo destino tinha uma vibração de drama tailandês, que, misturada com outras características clichês do gênero, diminuiu seu charme; ele considerou o conflito inexistente e concluiu que After Sundown "não era diferente dos dramas tailandeses estereotipados que frequentemente vimos na televisão no passado." Sobre as duas principais performances principais, Khamluekian descobriu que o roteiro fraco e suas muitas cenas desconectadas não permitiram que mostrassem seu potencial; ele também destacou o uso estranho da música, mas elogiou a "trilha sonora linda e tocante".

## Prêmios e indicações
| Associações                       | Ano  | Categoria                                                       | Nomeações               | Resultado |
| --------------------------------- | ---- | --------------------------------------------------------------- | ----------------------- | --------- |
| Maya TV Awards                    | 2024 | Trilha Sonora Original do Ano                                   | "Destiny"               | Venceu    |
| Mint Awards                       | 2024 | Estreante do Ano (Ator)                                         | Napatsakorn Pingmuang   | Indicado  |
| Sanook Top of the Year Awards     | 2023 | Melhor Filme do Ano                                             | After Sundown           | Indicado  |
| Suphannahong National Film Awards | 2024 | Filme Tailandês Mais Popular                                    | After Sundown           | Indicado  |
| Thailand Box Office Movie Awards  | 2023 | Ator do Ano                                                     | Pruk Panich             | Indicado  |
| Thailand Box Office Movie Awards  | 2023 | Ator do Ano                                                     | Chawarin Perdpiriyawong | Indicado  |
| Thailand Social Awards            | 2024 | Melhor Desempenho de Conteúdo em Mídia Social - Filme Tailandês | After Sundown           | Indicado  |
| Thailand Social Awards            | 2024 | Melhor Performance de Criador em Mídias Sociais - Ator e Atriz  | Pruk Panich             | Indicado  |
| Thailand Social Awards            | 2024 | Melhor Performance de Criador em Mídias Sociais - Ator e Atriz  | Chawarin Perdpiriyawong | Venceu    |